# Desa Susukan (administrativ by i Indonesien, Jawa Barat, lat -6,63, long 108,36)
Desa Susukan är en administrativ by i Indonesien.   Den ligger i provinsen Jawa Barat, i den västra delen av landet, 170 km öster om huvudstaden Jakarta.